# Parabuthus villosus
Bọ cạp lông (Danh pháp khoa học: Parabuthus villosus) là một loài bọ cạp trong họ Buthidae phân bố ở sa mạc Namib, đây là nơi có nhiều bọ cạp.

## Đặc điểm
Những con bò cạp trưởng thành có thể đạt đến độ dài 18 cm và có thể tồn tại mà không cần bất kỳ loại thực phẩm nào trong vòng 12 tháng. Chúng nhận được lượng nước cần thiết khi giết chết và chén thịt của các con thằn lằn nhỏ, tắc kè hoa con, nhện, các loại côn trùng và cả những đồng loại khác của mình.
Bộ áo giáp cứng của chúng được hình thành từ những chất liệu mangan, sắt và thiếc. Để điều chỉnh nhiệt độ cơ thể của mình, chúng sẵn sàng tìm cách ẩn núp trong các nhánh thực vật, bụi cây, tảng đá, hộp bìa cứng. Hầu hết các loài bò cạp hoạt động vào ban đêm, nhưng bọ cạp lông hoạt động tự do vào ban ngày. 